# Operation Highjump

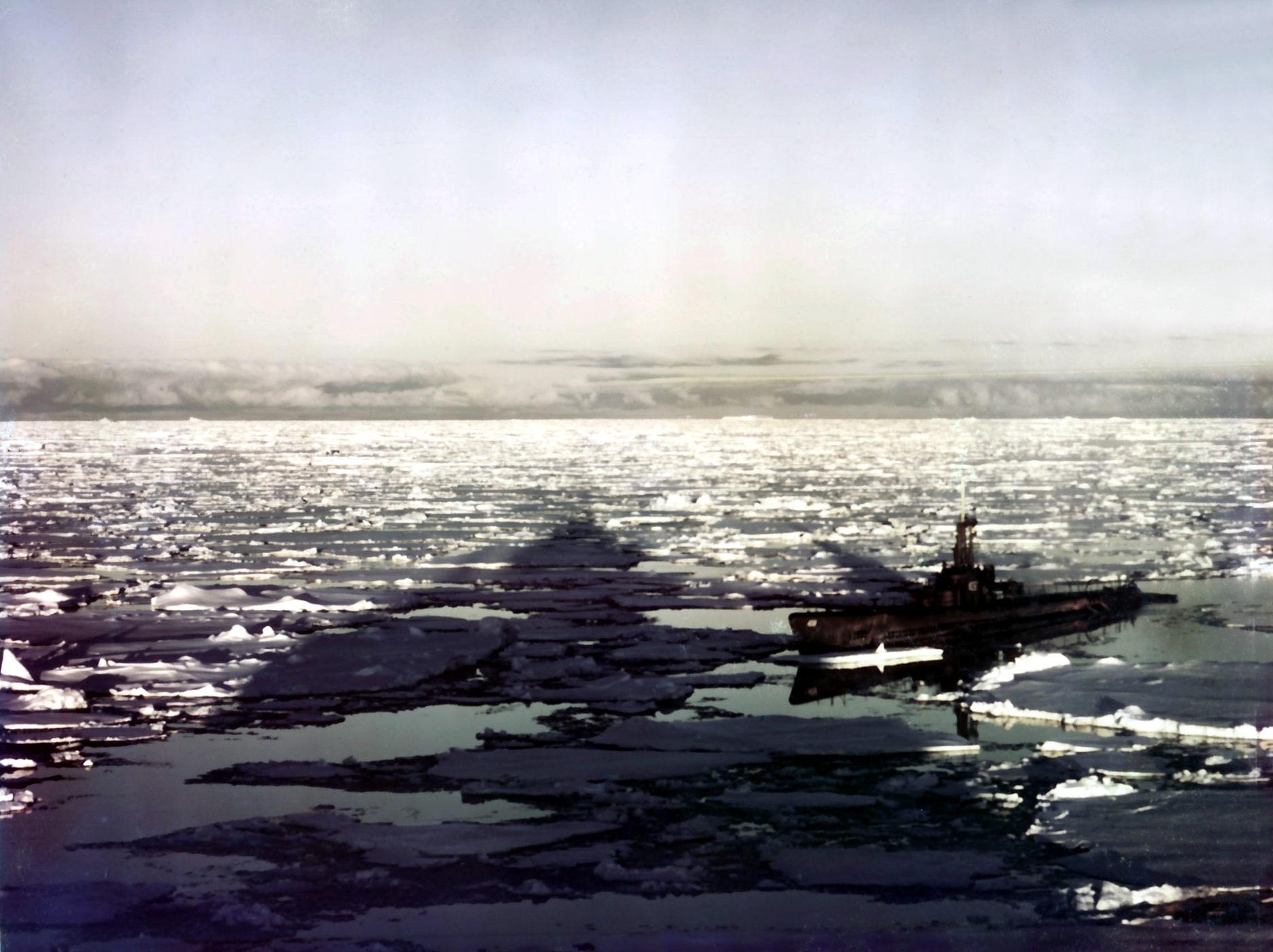
Den amerikanska marinens ubåt USS Sennet (SS-408) vid isen under "Operation Highjump".

Operation Highjump var en expedition i Antarktis genomförd av USA:s flotta 1946-1947. Expeditionen startade den 2 december 1946 från Norfolk, Virginia och den 27 januari 1947 nådde man Rosshavet och etablerade den temporära flygbasen Little America IV. Expeditionen, som omfattade 12 ytfartyg, en ubåt, 26 flygplan, samt 4 700 soldater, var den dittills största militära insatsen i Antarktis och även den största Antarktisexpeditionen. Expeditionens ledare var amiral Richard Byrd som kände regionen efter flera tidigare expeditioner.
Expeditionens huvudsyften var testa personal och utrustning i extrem kyla, bedöma möjligheten att etablera fasta militärbaser på Antarktis, samt utveckla teknik för skapandet av flygbaser på is, med målet att senare tillämpa erfaranheterna i det inre av Grönland. Under expeditionen togs omkring 70 000 flygbilder för att användas som underlag för kartor.
Efter att fyra flygplan försvunnit bestämde sig Richard Byrd för att avbryta expeditionen i slutet av februari 1947. Expeditionen kritiserades hårt av den amerikanska pressen, som kallade den ett meningslöst "pingvinkrig". Utöver de fyra saknade flygplanen skadades ytterligare nio flygplan och ubåten.
Samtidigt som USA:s flotta genomförde Operation Highjump genomförde man en mindre expedition i närheten av Thule på Grönland, kallad Operation Nanook. Dess huvudsyfte var att etablera en radio- och väderstation där. Stationen drevs gemensamt av amerikansk och dansk militär personal fram till 1951, när USA etablerade sin stora flygbas vid Thule. Antarktis kom aldrig att bli ett permanent militariserat område. Antarktisfördraget, som trädde i kraft 1961, och som trettio år senare förlängdes till 2041, stadgar att ingen militär verksamhet får förekomma i Antarktis. I den mån olika nationers militär är närvarande i Antarktis är det enbart som stöd för fredlig forskning och liknande. 